# Liste des jardins portant le label Jardin remarquable en Corse
Cet article recense les jardins possédant le label « jardin remarquable » en Corse, en France.
Au début 2024, la Corse compte deux jardins ainsi labellisés.

## Liste
| Jardin                                    | Département  | Commune    | Année | Coordonnées                 | Photo |
| ----------------------------------------- | ------------ | ---------- | ----- | --------------------------- | ----- |
| Jardin de l'Isola / U giardinu di l'Isuli | Corse-du-Sud | Zonza      | 2015  | 41° 39′ 55″ N, 9° 21′ 45″ E |       |
| Parc de Saleccia                          | Haute-Corse  | Monticello | 2015  | 42° 37′ 51″ N, 8° 57′ 05″ E |       |